# Carcassonne
Carcassonne este un oraș în Franța, prefectura departamentului Aude în regiunea Occitania. Orașul este situat în apropiere de granița cu Spania. Este unul din cele mai bine conservate orașe medievale din Europa.

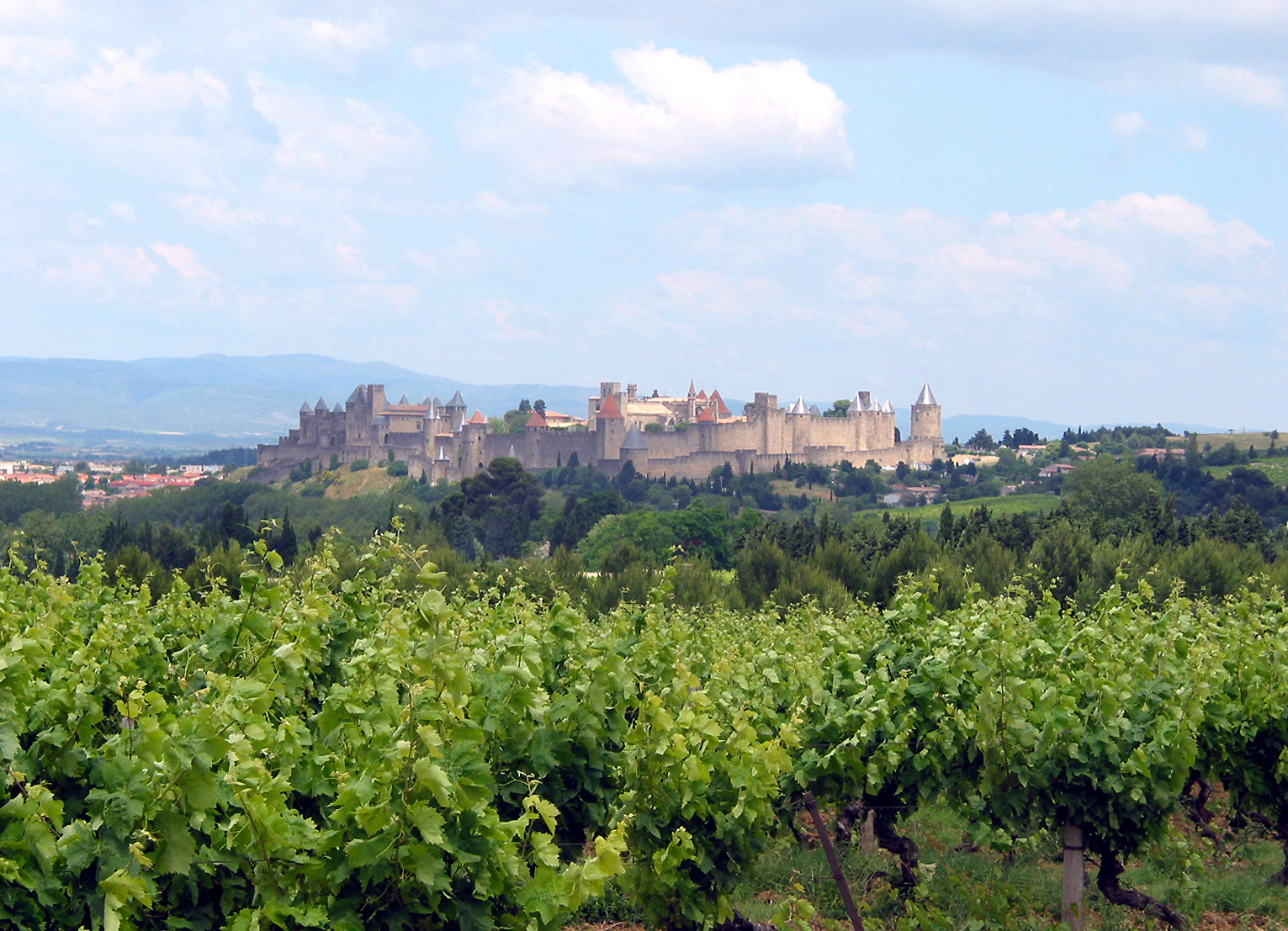
Carcassonne

Cetatea fortificată Carcassonne a fost înscrisă în anul 1997 pe lista patrimoniului cultural mondial UNESCO. 

## Personalități născute aici
- Paul Sabatier (1854 - 1941), chimist, laureat Nobel;
- Maurice Sarrail (1856 - 1929), general;
- Albert Fert (n. 1938), fizician, laureat Nobel.